# Marek Erhardt
Marek Ehrardt (Amburgo, 9 maggio 1969) è un attore, doppiatore e conduttore radiofonico tedesco.
Lavora per il cinema, il teatro e la televisione.  Al pubblico italiano è noto per aver interpretato il ruolo dell'ispettore Oliver Kottke ne Il nostro amico Kalle.

## Biografia e carriera
Suo padre, il regista tedesco Gero Erhardt, è a sua volta figlio del poliedrico poeta, attore e musicista Heinz Erhardt. 
Finita la carriera scolastica, tra il 1990 e il 1991 studia presso il Herbert Berghoff Studio di New York dove partecipa a corsi di recitazione. Subito dopo il suo ritorno in Germania, si impone al grande pubblico grazie alla serie televisiva della ZDF Amici per la pelle (Freunde fürs Leben). In seguito, nel 1994, vince il premio televisivo tedesco "Telestar" con la serie Der rote Vogel .
Erhardt ha tra l'altro prestato la sua collaborazione alla nota organizzazione umanitaria World Vision.
È attivo anche come conduttore televisivo e come volto pubblicitario per innumerevoli ditte, alternandosi nella sua attività di conduzione tra programmi televisivi e numerosi molti altri eventi pubblici.
Nell'estate del 2016 è nuovamente sul set girando la serie dell'ARD Morden im Norden, per la regia di Marcus Weiler.

## Filmografia

### Cinema
- Der Schöpf (1998)
- Der kleine Tannenbaum (2002)
- Der Sandmann (2007)
- Star Wurst – Möge das Herz bei Euch sein (2015)

### Televisione
- Amici per la pelle (Freunde fürs Leben) - serie TV, 53 episodi (1992-1997)
- SOKO Hamburg - serie TV, 16 episodi (2018-2024)

## Teatro
- 1990–1991: Romeo e Giulietta allo Schauspielhaus Hamburg
- 1992: Viel Lärm um nichts, tour teatrale
- 1999: Oh, diese Männer, tour teatrale
- 2011: Der Ölprinz, Karl-May-Spiele Bad Segeberg